# Agua mineral
El agua mineral es agua que contiene minerales u otras sustancias disueltas que le dan un valor terapéutico. Entre esas sustancias se incluyen las sales, los compuestos sulfurosos y los gases. El agua mineral se puede producir de modo artificial y de modo natural.
Tradicionalmente, el agua mineral era usada o consumida directo de su fuente, lo que comúnmente se conocía como tomar las aguas o tomar la cura, y dichos sitios eran referidos como spas, baños o pozos. Spa se usaba cuando el agua era consumida y usada en baños; baños cuando el agua no era consumida generalizadamente; y pozo cuando el agua no se usaba generalmente en baños. Frecuentemente, un activo centro turístico crecería alrededor de un sitio de aguas minerales (aún en tiempos antiguos; véase Bath). Tales desarrollos turísticos resultaron en pueblos spa y hoteles hidrópatas (usualmente abreviados como ```hidros```).
En tiempos modernos, es mucho más común que las aguas minerales sean embotelladas en la fuente y distribuidas para su consumo. Viajar a las fuentes de aguas minerales para acceder directamente a ellas es ahora poco común, y en muchos casos no es posible (debido a derechos de propiedad comerciales exclusivos). Nótese que hay más de 3000 marcas de agua mineral disponibles comercialmente a nivel mundial.

## Origen
El agua mineral es aquella que se extrae del subsuelo mineralizado ya que naturalmente desde su origen, debido a los materiales por los cuales atraviesa y, cuanto más profunda se encuentre la fuente, más pura será. Esto se debe a que está más alejada de la contaminación microbiológica y química de la superficie terrestre.
Las mayores diferencias que podemos encontrar entre un agua natural y un agua mineral son el sabor, el olor y su contenido de minerales. Estas características son proporcionadas por las rocas y arenas por las cuales, en la mayoría de los casos, son filtradas y le dan un toque único y especial dependiendo de la zona de la que es extraída.

## Contenidos minerales

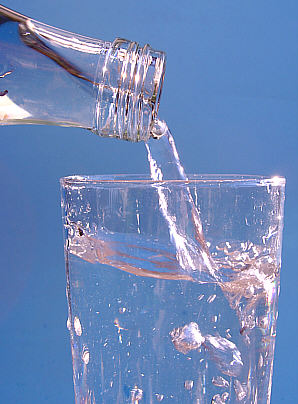
Agua mineral ligeramente carbonatada.

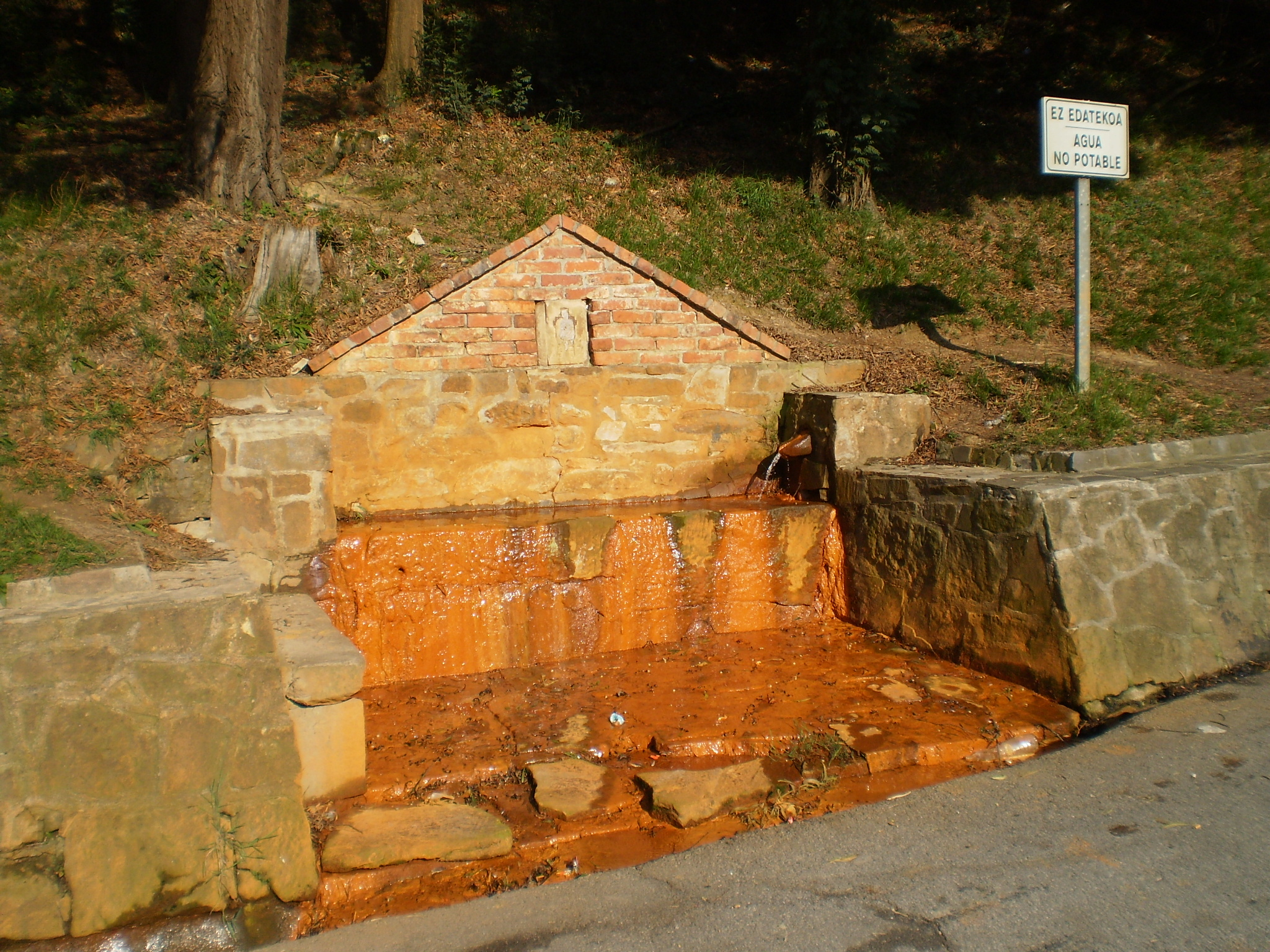
Fuente de agua ferruginosa.